# Norra Ryd
Norra Ryd är en stadsdel i Norrort, Skövde. Det är den nordligaste stadsdelen i Skövde och ligger mellan Södra Ryd och Stöpen.